# Vojtech Oravec
Vojtech Oravec (* 29. listopadu 1942) je bývalý slovenský fotbalista, brankář.

## Fotbalová kariéra
V československé lize hrál za Jednotu Trenčín. Nastoupil ve 105 ligových utkáních.

## Ligová bilance
| Ročník                                   | Zápasy | Góly | Klub            |
| ---------------------------------------- | ------ | ---- | --------------- |
| 1. československá fotbalová liga 1963/64 | 2      | 0    | Jednota Trenčín |
| 1. československá fotbalová liga 1964/65 | 11     | 0    | Jednota Trenčín |
| 1. československá fotbalová liga 1965/66 | 4      | 0    | Jednota Trenčín |
| 1. československá fotbalová liga 1966/67 | 8      | 0    | Jednota Trenčín |
| 1. československá fotbalová liga 1967/68 | 10     | 0    | Jednota Trenčín |
| 1. československá fotbalová liga 1968/69 | 14     | 0    | Jednota Trenčín |
| 1. československá fotbalová liga 1969/70 | 9      | 0    | Jednota Trenčín |
| 1. československá fotbalová liga 1970/71 | 18     | 0    | Jednota Trenčín |
| 1. československá fotbalová liga 1971/72 | 28     | 0    | Jednota Trenčín |
| CELKEM 1. liga                           | 105    | 0    |                 |